# جونيور لوبيز
جونيور لوبيز هو مدرب كرة قدم برازيلي، ولد في 22 نوفمبر 1973 في ريو دي جانيرو في البرازيل.

## وصلات خارجية
- الموقع الرسمي